# Bryan Adams (Album)
Bryan Adams ist das selbstbetitelte Debütalbum des kanadischen Rocksängers Bryan Adams. Das Album wurde am 12. Februar 1980 von seinem Musiklabel A&M Records veröffentlicht. Es konnte lediglich in Kanada kleine Erfolge feiern. Das Lied Hidin’ from Love erreichte Platz 64, Give Me Your Love schaffte es auf Platz 91 der kanadischen Charts.

## Geschichte
Im Frühjahr 1978 begann Bryan Adams seine Zusammenarbeit mit Jim Vallance (Gründer der kanadischen Rockband Prism) um ein Songwriting-Duo zu gründen. Adams’ Plattenfirma A&M gab beiden einen Vertrag als Songwriter und Adams einen Plattenvertrag als Sänger. Er arbeitete vom 12. Februar 1979 bis zum 29. November 1979 an seinem Debütalbum, das schließlich am 12. Februar 1980 veröffentlicht wurde.
Bryan Adams’ erste Tournee fand nur in Kanada statt, er spielte in Clubs und in Colleges, dies war während der Zeit, als Adams die Lieder für seinen Durchbruch You Want It You Got It (1981) produzierte.

## Titelliste
1. Hidin’ from Love – 3:17 (Adams, Vallance, Kagna)
2. Win Some, Lose Some – 3:47 (Adams, Vallance, Kagna, Dean)
3. Wait and See – 3:05 (Adams, Willis)
4. Give Me Your Love – 2:54 (Adams)
5. Wastin’ Time – 3:34 (Adams)
6. Don’t Ya Say It – 3:21 (Adams, Vallance)
7. Remember – 3:41 (Adams, Vallance)
8. State of Mind – 3:15 (Adams, Vallance)
9. Try to See It My Way – 4:03 (Adams, Vallance)
10. Remember (Live, Budokan) – 3:49 (Adams, Vallance) (Japan 2012 SHM-CD Bonus Track)

## Gecoverte Titel
- Das Lied Wastin’ Time schrieb Adams ursprünglich für Bachman-Turner Overdrive, es erschien 1979 auf deren Album Rock ’n’ Roll Nights.[2]

- Im Jahr 1982 wurden die Lieder Hidin’ from Love und Remember von der britischen Gruppe Rosetta Stone gecovert. Ihre Version von Hidin’ from Love erreichte Platz 46 in Kanada.

- Scandal nahmen das Lied Win Some, Lose Some für ihre Debüt-EP aus dem Jahre 1982 auf. Es wurde als dritte Single ihrer EP veröffentlicht, schaffte es jedoch nicht in die Charts.